# 내도항 (거제시)
내도항은 경상남도 거제시 일운면 와현리에 있는 어항이다. 2003년 2월 3일 어촌정주어항으로 지정하여 관리하고 있다. 시설관리자는 거제시장이다.

## 어항 구역
- 수역: 미지정(거제시 일운면 와현리 15-1번지 수역)
- 육역: 미지정

## 어항 시설
- 물양장, 선착장

## 주요 어종
- 숭어, 노래미, 우럭, 광어 등